# Eero Markkanen

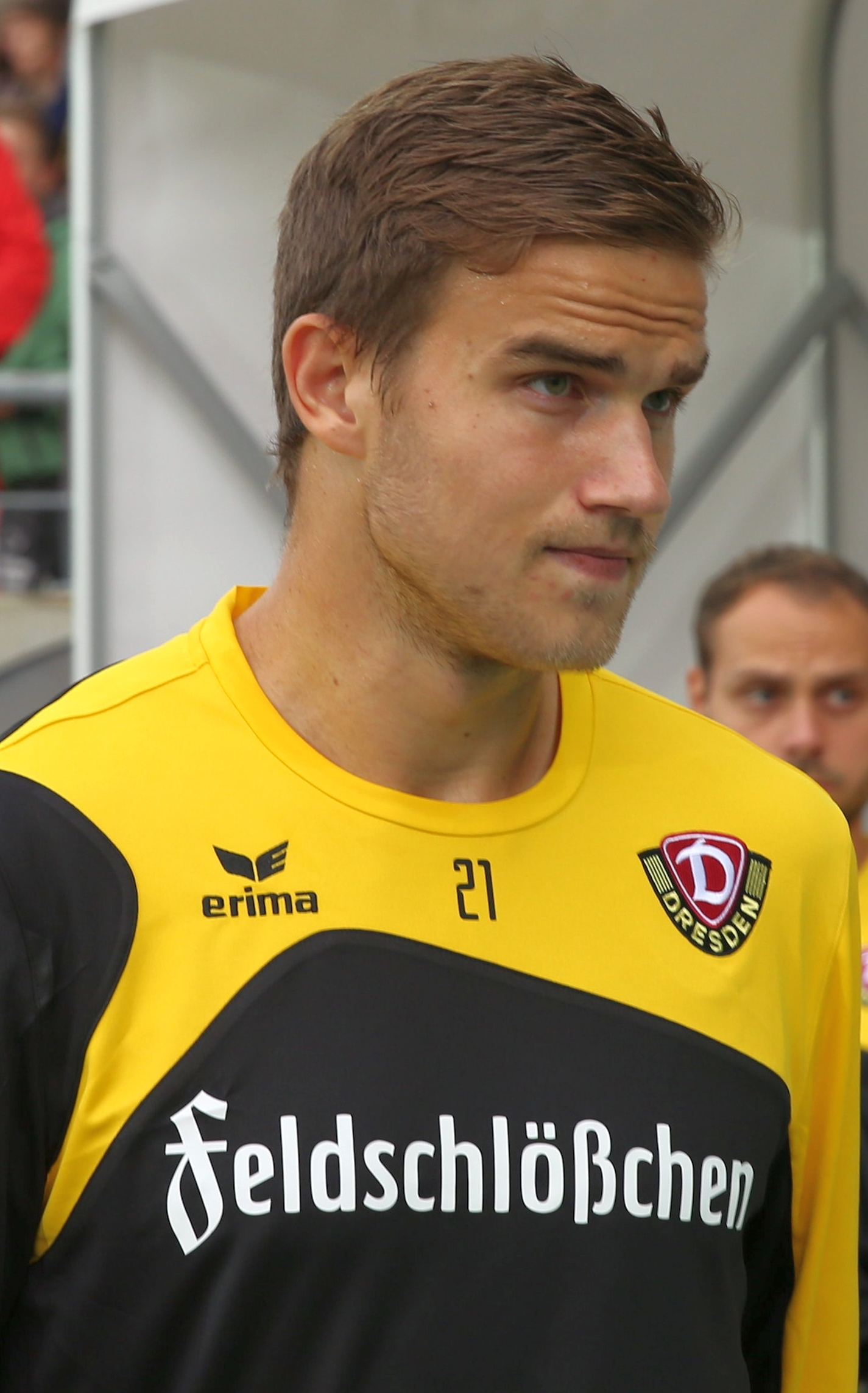
Eero Markkanen em 2017

Eero Pekka Sakari Markkanen (Jyväskylä, 3 de julho de 1991) é um jogador de futebol finlandês que joga atualmente no AIK Fotboll.
Eero Markkanen é filho do antigo jogador de basquete Pekka Markkanen.